# Coenina islamitica
Coenina islamitica är en fjärilsart som beskrevs av Hans Georg Amsel 1935. Coenina islamitica ingår i släktet Coenina och familjen mätare. Inga underarter finns listade i Catalogue of Life.